# Gamal al-Ghitani
Gamal al-Ghitani (en árabe:  جمال الغيطانى; Gihena, Suhag, 9 de mayo de 1945-El Cairo, 18 de octubre de 2015) fue un escritor egipcio, comentarista hasta 2011 del periódico Akhbar Al-Adab.

## Biografía
Gamal al-Ghitani se mudó de niño con su familia a El Cairo, donde comenzó a escribir de muy joven publicando su primer relato corto a los 14 años. Se formó como diseñador de alfombras recibiendo su diploma en 1962, aunque siguió escribiendo. Fue encarcelado de 1966 a 1967 por sus críticos comentarios al régimen de Gamal Abdel Nasser y en 1969 comenzó a trabajar en el periódico Akhbar El Yom. Más tarde fue editor jefe de los diarios al-Akhbar desde 1985 y desde 1993 Akhbar Al-Adab. 
Estuvo casado con la periodista Magda El Guindy, con quien fue padre de Mohammad y Magda.

## Premios
- Premio Nacional Egipcio de Literatura, 1980
- Orden de las Artes y las Letras, 1987
- Premio de la amistad franco-árabe, 1993 por su libro "Epístola de los destinos".
- Premio Laure-Bataillon, 2005, premio a la mejor traducción de ficción al  francés concedido por su trabajo de traducción de esta obra junto con Jaled Osmad.
- Premio Nacional Egipcio de Literatura, 2007, homenaje.
- Premio de novela árabe, 2009

## Obra
- Awraq Shab ‘Asha mundhu Alf ‘Am, 1969
- Ard .. Ard, 1972.
- Zayni Barakat, 1974.
- Al-Hisar min Thalath Gihat, 1975.
- Hikayat el-Gharib, 1976.
- Waqi'i' Harat al-Za'farani, 1976.
- al-Rifai, 1977.
- Dhikr ma Jara, 1978.
- Khitat al-Ghitani, 1980.
- Ketab Al Tagaliyat(3 vol.), 1983-1986.
- Muntasaf Layl al-Ghurba, 1984.
- Ahrash al-Madina, 1985.
- Ithaf aI-Zaman bi-Hikayat Jalbi al-Sultan, 1985.
- Risala min al-Sababa wal Wagd, 1988.
- Shath al-Madina, 1990.
- Risilat al-Basi'ir fi al-Masi'ir, 1989.
- Thimar al Waqt,1990.
- Asfar al-Asfar, 1992.
- Asfar al-Mushtaq, 1992.
- Ha-tif al-Maghib, 1992.
- Min Daftar al-'Ishq wal-Ghurba, 1993.
- Naftha Masdur, 1993.
- Mutun Al- Ahram, 1994.
- Shatf al-Nar, 1996.
- Hikayat Al Mo'asasa, 1997.
- Al Zowail, 2006
- Rinn, 2008